# 北緯52度線
北緯52度線（ほくい52どせん）は、地球の赤道面より北に地理緯度にして52度の角度を成す緯線。ヨーロッパ、アジア、太平洋、北アメリカ、大西洋を通過する。
この緯度の下では、夏至点時の可照時間は16時間44分で、冬至点時は7時間45分である。
カナダでは、ケベック州とニューファンドランド・ラブラドール州の境界の一部は北緯52度線であると一般に認識されているが、ケベック州はそれより北の領域の潜在的領有権を保持している。

## 通過する地域一覧
北緯52度線は、本初子午線から東に向かって以下の場所を通っている。
| 地理座標                                               | 国土・領土・領海   | 備考 |
| ------------------------------------------------------ | ------------------ | --- |
| 北緯52度0分 東経0度0分 / 北緯52.000度 東経0.000度      | イギリス           | イングランド |
| 北緯52度0分 東経1度25分 / 北緯52.000度 東経1.417度     | 北海               | |
| 北緯52度0分 東経4度8分 / 北緯52.000度 東経4.133度      | オランダ           | 南ホラント州 ユトレヒト州 ヘルダーラント州 |
| 北緯52度0分 東経6度48分 / 北緯52.000度 東経6.800度     | ドイツ             | ノルトライン＝ヴェストファーレン州 ニーダーザクセン州 ザクセン＝アンハルト州 ブランデンブルク州                                                                          |
| 北緯52度0分 東経14度43分 / 北緯52.000度 東経14.717度   | ポーランド         | |
| 北緯52度0分 東経23度42分 / 北緯52.000度 東経23.700度   | ベラルーシ         | |
| 北緯52度0分 東経30度54分 / 北緯52.000度 東経30.900度   | ウクライナ         | |
| 北緯52度0分 東経34度6分 / 北緯52.000度 東経34.100度    | ロシア             | |
| 北緯52度0分 東経60度9分 / 北緯52.000度 東経60.150度    | カザフスタン       | |
| 北緯52度0分 東経79度7分 / 北緯52.000度 東経79.117度    | ロシア             | |
| 北緯52度0分 東経98度49分 / 北緯52.000度 東経98.817度   | モンゴル           | |
| 北緯52度0分 東経99度17分 / 北緯52.000度 東経99.283度   | ロシア             | バイカル湖を通過 |
| 北緯52度0分 東経120度42分 / 北緯52.000度 東経120.700度 | 中華人民共和国     | 内モンゴル自治区 黒竜江省 |
| 北緯52度0分 東経126度27分 / 北緯52.000度 東経126.450度 | ロシア             | |
| 北緯52度0分 東経141度20分 / 北緯52.000度 東経141.333度 | 間宮海峡           | |
| 北緯52度0分 東経141度40分 / 北緯52.000度 東経141.667度 | ロシア             | 樺太 - サハリン州 |
| 北緯52度0分 東経143度10分 / 北緯52.000度 東経143.167度 | オホーツク海       | |
| 北緯52度0分 東経156度29分 / 北緯52.000度 東経156.483度 | ロシア             | カムチャツカ半島 |
| 北緯52度0分 東経158度17分 / 北緯52.000度 東経158.283度 | 太平洋             | |
| 北緯52度0分 東経177度30分 / 北緯52.000度 東経177.500度 | アメリカ合衆国     | アラスカ州 - キスカ島 |
| 北緯52度0分 東経177度33分 / 北緯52.000度 東経177.550度 | ベーリング海       | |
| 北緯52度0分 東経178度6分 / 北緯52.000度 東経178.100度  | アメリカ合衆国     | アラスカ州 - セグラ島（英語版） |
| 北緯52度0分 東経178度11分 / 北緯52.000度 東経178.183度 | ベーリング海       | アメリカ合衆国アラスカ州クヴォストフ島（英語版）、ダヴィドフ島（英語版）、小スィッキン島（英語版）の北を通過                                                             |
| 北緯52度0分 東経179度34分 / 北緯52.000度 東経179.567度 | アメリカ合衆国     | アラスカ州 - セミソポシュノイ島（英語版） |
| 北緯52度0分 東経179度43分 / 北緯52.000度 東経179.717度 | ベーリング海       | アメリカ合衆国アラスカ州タナガ島、カナガ島の北を通過 |
| 北緯52度0分 西経176度35分 / 北緯52.000度 西経176.583度 | アメリカ合衆国     | アラスカ州 - アダック島 |
| 北緯52度0分 西経176度33分 / 北緯52.000度 西経176.550度 | ベーリング海       | |
| 北緯52度0分 西経176度9分 / 北緯52.000度 西経176.150度  | アメリカ合衆国     | アラスカ州 - グレート・スキン島 |
| 北緯52度0分 西経176度3分 / 北緯52.000度 西経176.050度  | ベーリング海       | アメリカ合衆国アラスカ州エジトキン島（英語版）、タガラック島（英語版）、オグロダック島（英語版）の北を通過                                                               |
| 北緯52度0分 西経175度22分 / 北緯52.000度 西経175.367度 | 太平洋             | アメリカ合衆国アラスカ州アトカ島、アムリア島の南を通過 |
| 北緯52度0分 西経131度6分 / 北緯52.000度 西経131.100度  | カナダ             | ブリティッシュコロンビア州 - Kunghit島（英語版） |
| 北緯52度0分 西経131度2分 / 北緯52.000度 西経131.033度  | 太平洋             | クイーンシャーロット・サウンド（英語版） |
| 北緯52度0分 西経128度13分 / 北緯52.000度 西経128.217度 | カナダ             | ブリティッシュコロンビア州 - ハンター島（英語版）、キング島（英語版）、本土 アルバータ州 サスカチュワン州 マニトバ州 - ウィニペゴシス湖、ウィニペグ湖を通過 オンタリオ州 |
| 北緯52度0分 西経80度59分 / 北緯52.000度 西経80.983度   | ジェームズ湾       | |
| 北緯52度0分 西経79度39分 / 北緯52.000度 西経79.650度   | カナダ             | ヌナブト準州 - チャールトン島（英語版）、キャリー島 |
| 北緯52度0分 西経79度12分 / 北緯52.000度 西経79.200度   | ジェームズ湾       | |
| 北緯52度0分 西経78度42分 / 北緯52.000度 西経78.700度   | カナダ             | ケベック州 ニューファンドランド・ラブラドール州 ケベック州 / ニューファンドランド・ラブラドール州 境界 ニューファンドランド・ラブラドール州                              |
| 北緯52度0分 西経55度52分 / 北緯52.000度 西経55.867度   | 大西洋             | ベルアイル海峡 |
| 北緯52度0分 西経55度18分 / 北緯52.000度 西経55.300度   | カナダ             | ニューファンドランド・ラブラドール州 - ベル島 |
| 北緯52度0分 西経55度16分 / 北緯52.000度 西経55.267度   | 大西洋             | |
| 北緯52度0分 西経10度13分 / 北緯52.000度 西経10.217度   | アイルランド       | |
| 北緯52度0分 西経7度35分 / 北緯52.000度 西経7.583度     | セントジョージ海峡 | |
| 北緯52度0分 西経5度5分 / 北緯52.000度 西経5.083度      | イギリス           | ウェールズ イングランド |

## 脚注

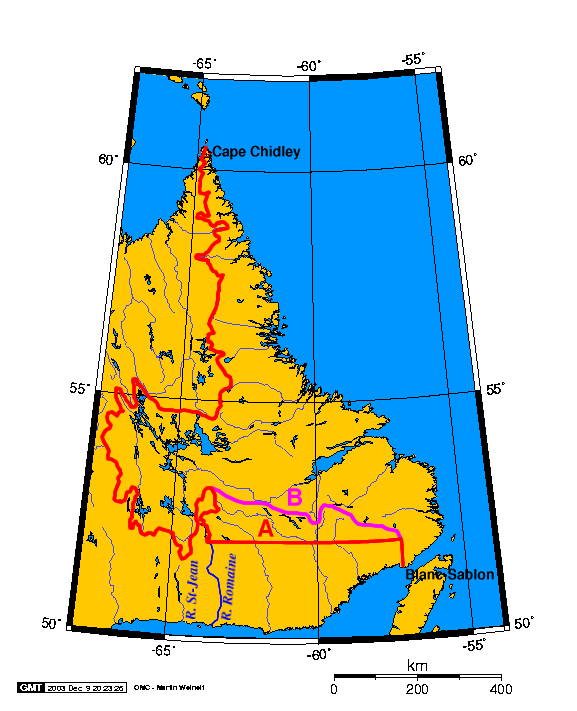
カナダでは、北緯52度線がケベック州とニューファンドランド・ラブラドール州の境界（Aの線）となっているが、ケベック州はそれより北の領域（Bの線）の潜在的領有権を保持している。